# Bette of Roses
Bette of Roses er et album af Bette Midler fra 1995.

## Spor
1. "I Know This Town"
2. "In This Life"
3. "Bottomless"
4. "To Comfort You"
5. "To Deserve You"
6. "The Last Time"
7. "Bed Of Roses"
8. "The Perfect Kiss"
9. "As Dreams Go By"
10. "It's Too Late"
11. "I Believe In You"